# Hans-Joachim Nastold
Hans-Joachim Nastold (Stuttgart, 13 de julho de 1929 — Münster, 26 de janeiro de 2004) foi um matemático alemão. Contribuiu com as áreas de álgebra e teoria dos números.
Nascido em Stuttgart, Nastold obteve o Abitur em Göppingen, em 1948. Estudou na Universidade de Heidelberg, onde obteve um doutorado em 1957, orientado por Friedrich Karl Schmidt.